# Wanstead House

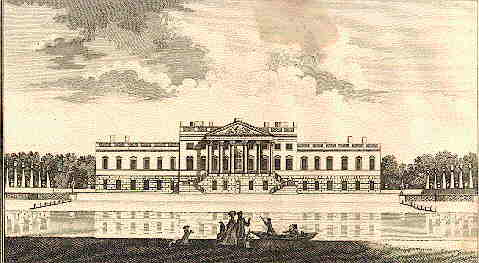
Wanstead House nach Fertigstellung 1722. Illustration von Nathaniel Spencer aus The Complete English Traveller. London 1771.

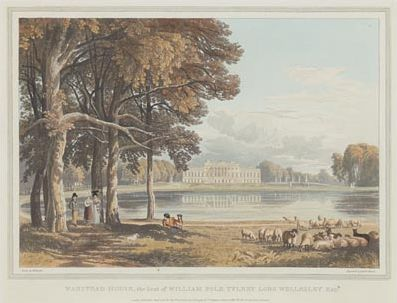
Pastorale Szene vor dem Wanstead House und dem See, von William Havell, 1815.

Wanstead House war ein Herrenhaus in Wanstead, heute Teil des London Borough of Redbridge. Das Gebiet gehörte historisch zur englischen Grafschaft Essex, ist aber heute Teil der englischen Hauptstadt London.
Das in palladianistischen Stil gebaute Haus wurde von Colen Campbell im Auftrag von Richard Child, 1. Earl of Tylney, entworfen. Der Auftrag wurde 1715 erteilt; 1722 war das Haus fertiggestellt.

## Anwesen
Das Gebiet war bereits in römischer Zeit, etwa ab dem 5. Jahrhundert v. Chr. besiedelt, wie Ausgrabungen im Jahre 1985 bewiesen. Der Name „Wanstead“ ist vermutlich angelsächsischen Ursprungs. Wen bezeichnete einen Hügel, während Stead die Bezeichnung für einen Ort war. Es heißt, dass Abt Ælfric die Grundherrschaft von Wanstead den Mönchen von Westminster Abbey übertrug, aber dies ist nicht ausreichend dokumentiert.
Das Domesday Book von 1086 gibt an, dass die Grundherrschaft Wanstead von einem Ralph, Sohn von Brian für den Bischof von London gehalten wurde. Wanstead war damals dicht bewaldet und Teil des Forest of Essex.

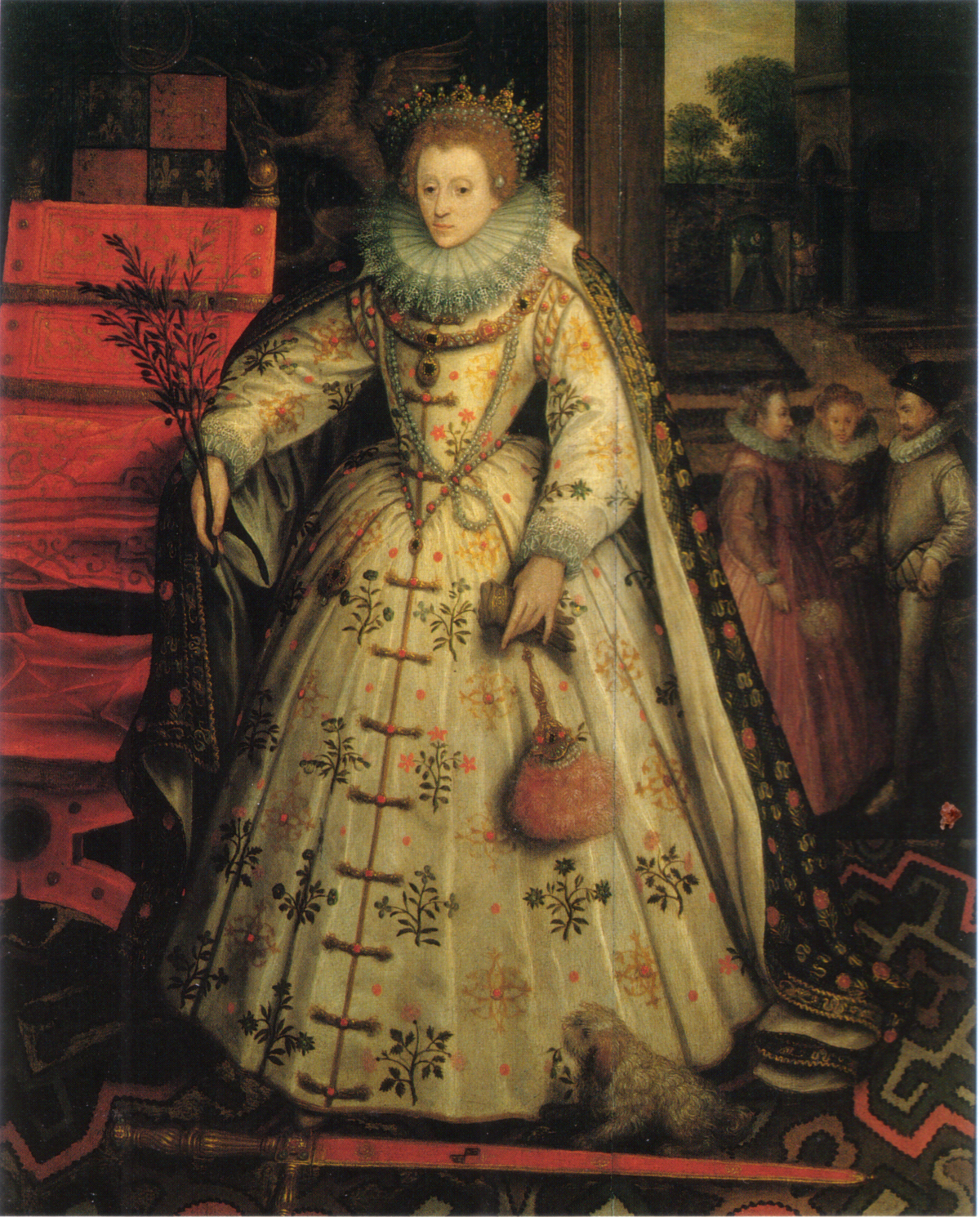
Das Welbeck-Portrait Elisabeths I. von Marcus Gerards dem Jüngeren um 1580. Es soll die Wanstead Hall im Hintergrund zeigen.

Ein Herrenhaus namens Wanstead Hall war bis ins 14. Jahrhundert wohl ein eher kleines Gebäude, aber 1499 war es groß genug, um dem König als Jagdschloss zu dienen. Heinrich VII. kaufte es und es wurde eines seiner liebsten Schlösser. Heinrich hatte gegen Ende seiner Regentschaft eine Sinn für Abgeschiedenheit entwickelt und daher Wanstead Hall als Maison de Retraite in der Nähe des Greewich Palace für einen beträchtlichen Preis erworben. Er schätzte das Anwesen vor allem wegen seines Parks, der ihm den dringend benötigten Rückzugsraum bot. Auch empfing der König dort Zahlungen aus außerparlamentarischen Steuern und Geldstrafen, die er nicht unter den Augen der Magnaten der formellen königlichen Paläste kassieren wollte. Der junge Prinz Heinrich (später Heinrich VIII.) lebte in den letzten Jahren der Regentschaft Heinrichs VII. einige Zeit in Wanstead Hall in erzwungener Nähe zu seinem Vater. Beide Könige jagten in den Wäldern von Wanstead, aber erst in der Regierungszeit Heinrichs VIII., kurz vor dem Jahr 1512, erhielt der Park eine Einfriedung, für die wohl ein Teil des Waldes gerodet wurde. Etwa zu dieser Zeit wurde die Grundherrschaft Aldersbrook von Wanstead abgetrennt und wurde zur eigenen Grundherrschaft. Wanstead blieb noch einige Jahre königliche Grundherrschaft. Richard Rich, 1. Baron Rich, war 1543 königlicher Statthalter in Wanstead und 1549 gewährte ihm König Eduard VI. das Eigentum an Herrenhaus und Park. 1577 verkaufte Richard Richs Sohn das Anwesen an Robert Dudley, 1. Earl of Leicester. Dieser kaufte auch die Grundherrschaft von Stonhall in Ilford dazu. Anschließend wurden die beiden Anwesen mehrmals gemeinsam weiterverkauft.

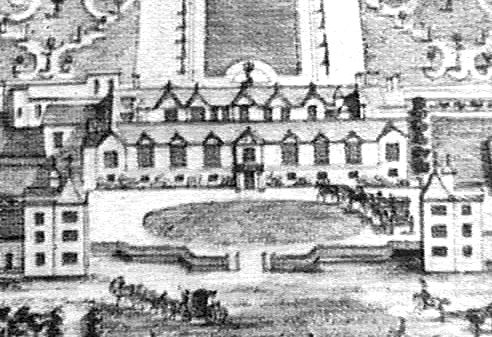
Wanstead House vor 1715, die Residenz von Sir Josiah Child, 1. Baronet. Ausschnitt einer Zeichnung von Jan Kip und Leonard Knyff, um 1708

1619 gehörte das Anwesen Henry Mildmay, der es aber an die Krone verwirkt hatte, da er im englischen Bürgerkrieg an der Seite der Parlamentaristen gekämpft hatte. König Karl II. gab es seinem Bruder zu Lehen, aber Jakob, Duke of York, gab es 1662 an Sir Robert Brooke, Mildmays Schwiegersohn, zurück. 1673/1674 kaufte Josiah Child (ab 1678 Baronet Child of Wanstead), Gouverneur der Ostindien-Kompanie, die Grundherrschaft. Er verwendete viel Zeit und Geld, um das Anwesen im Stil der Zeit zu gestalten. Dazu gehörte auch eine Reihe von Teichen, die mit wenigen Veränderungen heute noch existieren. Child starb 1699 und sein Sohn – ebenfalls Josiah Child – folgte ihm nach. Er verpachtete Wanstead und Stonhall an seinen Halbbruder Richard. Nach dem Tod von Sir Josiah Child II. wurde Richard Child 3. Baronet und erbte so Titel und Anwesen.

## Bau des palladianischen Herrenhauses

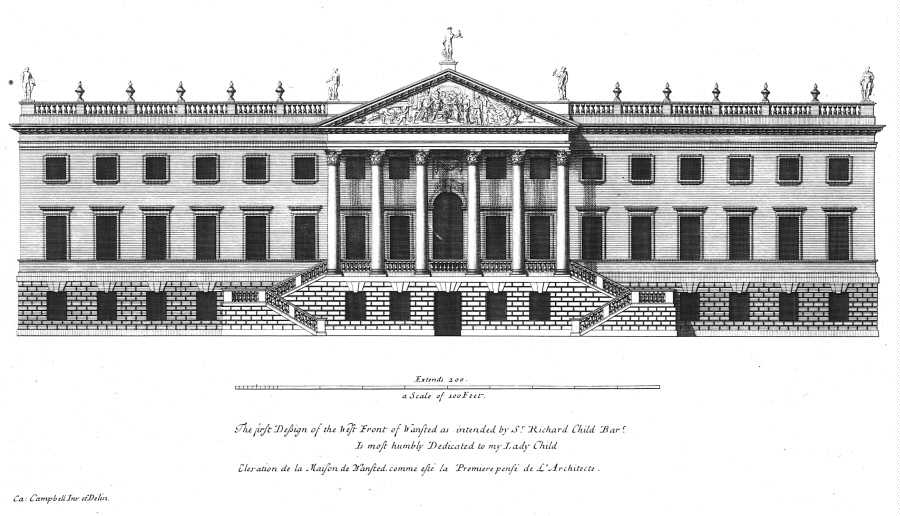
Erster Entwurf der Westfassade von Wanstead House von Colen Campbell. Die oberen Stockwerke an den Flügeln wurden nicht realisiert. Die Fassade erstreckte sich über 60 Meter.

1715 beauftragte Sir Richard Child den schottischen Architekten Colen Campbell, ein großes Herrenhaus im damals modernen palladianischen Stil als Ersatz für das frühere Herrenhaus zu entwerfen. Es sollte zeitgenössischen Stadthäusern, wie z. B. dem Blenheim Palace, ebenbürtig sein. Das fertiggestellte Haus bedeckte eine Fläche von 79 m × 21 m; die Fassade hatte einen Portikus mit sechs korinthischen Säulen, den ersten dieser Art in England. Ein Landschaftsgarten wurde von George London, einem der damals führenden Landschaftsarchitekten, mit formellen Avenues von Bäumen gestaltet. Child wurde 1718 zum ersten Viscount Castlemaine erhoben; das Haus wurde 1722 fertiggestellt.
Childs Gattin, Dorothy Glynne, war mütterlicherseits mit der Familie Tylney verwandt. Beim Tode ihrer Base Ann Tylney 1730 erbten Dorothy und ihr Gatte die Besitzungen der Familie in Hampshire. Lord Castlemain wurde 1731 zum ersten Earl of Tylney erhoben und 1734 wurde ihm die königliche Genehmigung erteilt, diesen Titel an seine Erben weiterzugeben.
Nach dem Tod des Earls 1750 folgte ihm sein 38-jähriger Sohn John nach, der die von seinem Vater beauftragten Pflanzungen fortführen ließ, allerdings im damals modernen, informellen Stil. Der 2. Earl of Tylney hatte keine männlichen Nachkommen und so fielen bei seinem Tod 1784 seine Ländereien an den ältesten Sohn seiner Schwester Emma, Sir James Long. Dieser war damit Eigentümer der ausgedehnten Besitzungen der Longs, der Tylneys und der Childs und ließ sich daher für sich und seine Nachkommen den Familiennamen Tylney-Long eintragen. 1794 starb auch James Tylney-Long, der 7. Baronet, und seine Besitzungen fielen an seinen erst 1 Jahr alten Sohn. Dieser, ebenfalls ein James Tylney-Long, verstarb 1805 im Alter von nur 11 Jahren. Damit fielen die Ländereien der Familie an die älteste seiner drei Schwestern, Catherine Tylney-Long, die so zur reichsten Erbin Englands wurde.

## Auftauchen von William Pole-Wellesley

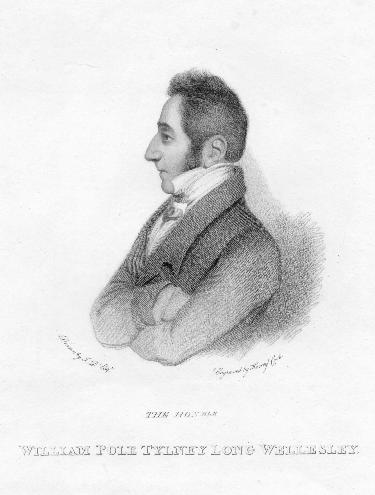
William Pole-Tylney-Long-Wellesley, um 1812.

1812 entschloss sich Catherine, den Heiratsantrag von William Wellesley-Pole, eines Neffen zweier bekannter Onkel, Richard Wellesley, 2. Earl of Mornington, und Arthur Wellesley, 1. Duke of Wellington, anzunehmen. Er stellte sich später leider als notorischer Betrüger heraus. Die Wellesleys spielten keine Rolle bei der Arrangierung dieser Heirat. Kurz nach der Heirat ließ Catherines Gatte seinen Familiennamen im königlicher Lizenz in Pole-Tylney-Long-Wellesley ändern. 1813 begann er damit, Schulden auf Kosten seiner neuen Familie zu machen, indem er den Landschaftsarchitekten Humphry Repton mit der weiteren Bepflanzung des Parks beauftragte, dessen informelle Anlagen zum Teil heute noch erhalten sind.

## Abriss des palladinischen Herrenhauses
Wellesley war von 1812 bis 1820 Parlamentsmitglied, war aber vorwiegend für sein ausschweifendes Leben und seine Extravaganzen bekannt. Bei seiner Heirat wurden die Ländereien in eine Stiftung überführt, von der Catherine eine lebenslange Jahresapanage von £ 11.000 bekommen sollte. Der Rest stand Wellesley zur Bestreitung seiner Lebenshaltungskosten zur Verfügung. Dieser Rest sollte an die Söhne gehen, die aus dieser Ehe hervorgingen.
Zur Sicherung einer Schuld von £ 250.000 schaffte er es, diese Stiftung, der Wanstead House und sein Inhalt gehörte, an seine Gläubiger zu verpfänden. 1822 erlangte er das Amt eines Usher (Türhüters) von König Georg IV. (selbst war er erfahren im Verschwenden und darin, seinen Gläubigern auszuweichen), was ihn davor bewahrte, in den Schuldturm geworfen zu werden. Später entfloh er seinen Gläubigern ins Ausland.
Im Juni 1822 ließen die Treuhänder der Stiftung Kraft der Macht, die ihnen innerhalb der Stiftung verliehen war, und mit ausdrücklicher Genehmigung des Paares den Inhalt des Hauses versteigern. Die Auktion dauerte 32 Tage und diente dazu, die Grunddienstbarkeiten des Anwesens auszuzahlen und so das künftig Erbe des Sohnes zu schützen.
1825, als sich kein Mieter für Wanstead House fand, ließen die Treuhänder es nach denselben Rechten abreißen und verwendeten die Erlöse aus dem Verkauf der so erhaltenen Baumaterialien in derselben Weise. Nach den Bedingungen des Testaments von Sir James Tylney-Long war Wanstead House untrennbar mit dem Park verbunden, der 1000 Jahre lang nicht verkauft werden durfte. Daher wurde das Haus zum Abbruch verkauft. So erlöste man nur £ 10.000, während es 103 Jahre vorher nachweislich etwa £ 360.000 gekostet hatte, das Haus zu bauen.
Catherine, die von ihrem Gatten 1823 für eine andere Frau verlassen worden war, starb 1825, kurz nach dem Abriss des Hauses, an einer Darmkrankheit, ohne Zweifel als gebrochene Frau.

## Umwandlung in einen Stadtpark
Ein lebenslanges Nutzungsrecht an Catherines verbleibenden Ländereien mit einer Gesamtfläche von 5,7 km² in der Umgebung von Wanstead und den angrenzenden Pfarren von Woodford, Leyton, Little Ilford und Barking blieb bis 1840 in den Händen ihres Witwers. Vor 1828 hatte Wellesley auf der Suche nach veräußerbaren Werten eine große Zahl von Bäumen auf dem Anwesen fällen lassen und zerstörte so viele der Avenues, Durchblicke und Baumgruppen, die vorher für einen so hohen Geldbetrag so sorgsam für Sir Josiah Child und die Earls of Tylney gepflanzt worden waren. Er hatte weitere 2000 Bäume für die Fällung ausgezeichnet, als sein Sohn 1828 gegen ihn ein gerichtliches Verbot erwirkte, damit fortzufahren, da dies den Wert des Anwesens, seines künftigen Erbes, zerstören würde. Wellesley focht dieses Verbot an, aber es wurde 1834 bestätigt. Wellesley setzte seine parlamentarische Karriere in den Jahren 1830–1832 fort und erbte den Titel seines Vaters als 4. Earl of Mornington 1845. Er verstarb 1857 in ärmlichen Wohnverhältnissen.
Die Reste des Anwesens erbte sein Sohn William, der durch die Intervention des Duke of Wellington vor dem Zugriff seines Vaters auf das mütterliche Erbe geschützt wurde. Er überließ das Anwesen dem Vetter seines Vaters, Henry Wellesley, 1. Earl of Cowley, zu treuen Händen.
1880 verkaufte der Earl 0,74 km² des Wanstead Park an die City of London Corporation zum Schutz und zur Erhaltung als Teil des Epping Forest. Der resultierende Stadtpark von Wanstead wurde 1882 offiziell eröffnet. Die Familie des Earls verkaufte dann 1920 weiteres Land an die Wanstead Sports Grounds Ltd.